# Ratpenat de xarretera de Buettikofer
El ratpenat frugívor de Buettikofer (Epomops buettikoferi) és una espècie de ratpenat de la família dels pteropòdids. Viu a Costa d'Ivori, Ghana, Guinea, Guinea-Bissau, Libèria, Nigèria, el Senegal i Sierra Leone. El seu hàbitat natural són els boscos humits de plana tropicals o subtropicals, la sabana seca i la sabana humida. Està amenaçat per la pèrdua d'hàbitat.